# The Steam Experiment
The Steam Experiment, ook bekend als The Chaos Experiment, is een Amerikaanse thriller uit 2009 onder regie van Philippe Martinez. 

## Verhaal
Een verwarde man stapt het kantoor van The Grand Rapids Press binnen en komt via receptionist Ricky in contact met hoofdredacteur Walter Grubbs. James Pettis stelt zich voor als eigenaar van Annabelle Dating Service, een online datingbureau dat zes personen ter kennismaking een gratis verblijf in het Grand Hotel aanbiedt. Het kosteloze verblijf in het in verbouwing verkerende hotel vormt voor Jimmy een dekmantel voor een zeer onsmakelijk onderzoek. De professor wil toetsen hoe een groep mensen reageert op de effecten van global warming – volgens de Maya-kalender vergaat de wereld in 2012 – door een zestal mensen in een sauna op te sluiten. Jimmy belooft Walter de details van het onderzoek in ruil voor een coverstory waarin de krant verhaalt over zijn walgelijke experiment. Walter neemt onverwijld telefonisch contact op met detective Jack Mancini, die zijn moment van ontspanning met serveerster Booboo in de Landmark Tavern verstoord ziet door de onwelkome oproep. Jack snelt naar de krant om kennis te maken met de maniak en stelt na enige ondervraging vast dat Jimmy's verhaal ofwel een misselijke grap ofwel een misdaad uit het nabije verleden betreft.
In de sauna stelt het zestal gasten zich aan elkaar voor zonder enig besef van de ware reden van hun aanwezigheid. Het mannelijke drietal – verpleegkundige Christopher, American-footballspeler Grant en restauranthouder Frank – kan zijn ogen direct niet afhouden van het begeerlijke vrouwelijke gezelschap – mislukt actrice Catherine, mislukt uitgeefster Margaret en mislukt serveerster Jessie. Het zestal ontdekt gezamenlijk dat ze zonder ontsnappingsopties zijn opgesloten in de verstikkende stoomkamer, maar individueel reageren de gevangenen uiterst verschillend op hun situatie. Frank laat zich gek maken door het verleidelijke gedrag van Jessie en moet zijn wurgpoging bekopen met Margaret's dodelijke dreun tegen het achterhoofd. Jessie laat zich door het kleine, gebroken raam in de deur dragen, maar moet haar nieuwsgierigheid bekopen met drie spijkers in haar voorhoofd. Christopher raakt gewond aan zijn hand door een spijker uit hetzelfde spijkerpistool wanneer iemand het raam van buiten met een afdekplaat wil dichten. Margaret raakt in een depressie en snijdt zichzelf met een glasscherf de keel door. Grant verdenkt Christopher en Catherine van handlangerschap met de daders, slaat Christopher tegen de grond, wil Catherine middels een staaltje waterboarding uitschakelen, maar moet het afleggen tegen haar strijdlust en een volledige afranseling tegen de slapen. Na de veldslag eindigen Christopher en Catherine in een intieme doch levenloze houding tegen de deur van de stomende sauna.
Jack wijkt nauwelijks van de zijde van James Pettis en ontdekt dat de maniak zich onder zijn werkelijke naam Raymond Gregory direct na zijn ontsnapping uit het Farmington State Mental Hospital naar het kantoor van The Grand Rapids Press heeft begeven. In de psychiatrische inrichting heeft Raymond, een professor wiens beide boeken uit de handel zijn genomen, geen positieve resultaten kunnen ondervinden onder behandeling van psychiater Alexander Adams. In Raymond's woning brengt een gesprek met portier Sam geen nieuwe feiten aan het licht. Jack komt met de hulp van Officer Briggs dichter bij een mogelijke waarheid, terwijl baas Lt. Clark hem het onderzoek somtijds moeilijker maakt. Jack concludeert dat voor Raymond slechts één geschikte straf bestaat: terugplaatsing in het gekkengesticht waaruit hij onlangs zijn uitweg heeft gevonden. Alexander Adams (Christopher) leidt opnieuw de behandeling van Raymond Gregory (James Pettis), maar zijn vrouw (Catherine) trekt het gevolg dat Alexander de macht over zijn patiënt heeft verloren en Raymond vanaf heden zijn zielenknijper in zijn mentale macht heeft.

## Rolverdeling
- Val Kilmer - James "Jimmy" Pettis / Raymond Gregory
- Patrick Muldoon - Christopher / Alexander Adams
- Megan Brown - Catherine / Mrs. Adams
- Eric Roberts - Grant
- Cordelia Reynolds - Margaret
- Eve Mauro - Jessie
- Quinn Duffy - Frank
- Armand Assante - Jack Mancini
- Doug Alchin - Lt. Clark
- Julianne Howe-Bouwens - Officer Briggs
- Rick Robinson Jr. - Walter Grubbs
- Jana Veldheer - Booboo
- Shelby Stehlin - Ricky
- Michael Travis - Sam
- Patrick Muldoon - Christopher